# CELA3A
CELA3A (англ. Chymotrypsin like elastase family member 3A) – білок, який кодується однойменним геном, розташованим у людей на короткому плечі 1-ї хромосоми.  Довжина поліпептидного ланцюга білка становить 270 амінокислот, а молекулярна маса — 29 489.
| 10         |  | 20         |  | 30         |  | 40         |  | 50         |
| ---------- |  | ---------- |  | ---------- |  | ---------- |  | ---------- |
| MMLRLLSSLL |  | LVAVASGYGP |  | PSSHSSSRVV |  | HGEDAVPYSW |  | PWQVSLQYEK |
| SGSFYHTCGG |  | SLIAPDWVVT |  | AGHCISRDLT |  | YQVVLGEYNL |  | AVKEGPEQVI |
| PINSEELFVH |  | PLWNRSCVAC |  | GNDIALIKLS |  | RSAQLGDAVQ |  | LASLPPAGDI |
| LPNKTPCYIT |  | GWGRLYTNGP |  | LPDKLQQARL |  | PVVDYKHCSR |  | WNWWGSTVKK |
| TMVCAGGYIR |  | SGCNGDSGGP |  | LNCPTEDGGW |  | QVHGVTSFVS |  | AFGCNFIWKP |
| TVFTRVSAFI |  | DWIEETIASH |  |            |  |            |  |            |

A: Аланін

C: Цистеїн

D: Аспарагінова кислота

E: Глутамінова кислота

F: Фенілаланін

G: Гліцин

H: Гістидин

I: Ізолейцин

K: Лізин

L: Лейцин

M: Метіонін

N: Аспарагін

P: Пролін

Q: Глутамін

R: Аргінін

S: Серин

T: Треонін

V: Валін

W: Триптофан

Кодований геном білок за функціями належить до гідролаз, протеаз, серинових протеаз. 
Задіяний у такому біологічному процесі як поліморфізм. 